# Ичезнувший (сериал)
«Исчезнувший» (англ. Vanished) — предстоящий мистический драматический телесериал с Кейли Куоко, Сэмом Клафлином, Карин Виар и Маттиасом Швайгхофером в главных ролях.

## Сюжет
Во время романтического отдыха в Париже пропадает бойфренд Элис.

## В ролях
- Кейли Куоко
- Сэм Клафлин
- Карин Виар
- Маттиас Швайгхофер
- Симон Абгарян
- Дар Зузовский

## Производство
Сериал снят режиссёром Барнаби Томпсоном и спродюсирован компанией AGC Television, создан Дэвидом Хилтоном и Престоном Томпсоном, который также написал сценарий к сериалу. Исполнительные продюсеры: Джеймс Клейтон, Дэвид Коссе, Барнаби Томпсон, Престон Томпсон и Стюарт Форд, Лурдес Диас и Мигель А. Палос младший для AGC. В актёрский состав вошли Кейли Куоко, Сэм Клафлин, Карин Виар и Маттиас Швайгхофер. Съёмки запланированы во Франции, места съемок — Париж и Марсель. Основные съёмки начались в мае 2025 года. В том же месяце стало известно, что к актёрскому составу присоединились Симон Абгарян и Дар Зузовский.